# Mao ốc vị thu phong sở phá ca
Mao ốc vị thu phong sở phá ca (chữ Hán: 茅屋為秋風所破歌, Bài ca nhà tranh bị gió thu phá) là một tác phẩm thơ nổi tiếng của Đỗ Phủ. Bút pháp hiện thực cũng như tinh thần nhân đạo cao cả của bài thơ đã ảnh hưởng khá sâu rộng đến thơ ca Trung Quốc đời sau, vì vậy ông mới được mệnh danh là Thánh thơ.

## Xuất xứ
Năm 755, tướng An Lộc Sơn nổi dậy chống triều đình. Để tránh hiểm họa, vả lại cũng không được nhà vua tín nhiệm, năm 759, Đỗ Phủ từ quan, đưa gia đình về vùng Tây Nam, một thời gian sống ở Thành Đô, thủ phủ tỉnh Tứ Xuyên. Năm 760, được bạn bè và người thân giúp đỡ, ông dựng được một căn nhà tranh bên cạnh khe Cán Hoa ở phía tây Thành Đô. Đỗ Phủ vừa ở nhà mới được mấy tháng thì căn nhà đã bị gió phá nát. Bài ca nhà tranh bị gió thu phá là một tác phẩm nổi tiếng của Đỗ Phủ.

## Nguyên tác
Đây không phải là một bài thơ Đường luật mà là một bài thơ cổ thể. Ở bài thơ cổ thể, số câu có thể không hạn định, số chữ trong một câu không hạn định (thường là 5 hoặc 7 chữ), số vần không hạn định (có thể gieo nhiều vần, có thể gieo vần trắc).
| Bản chữ Hán: | Phiên âm: | Dịch thơ: |
| 八月秋高風怒號， 卷我屋上三重茅。 茅飛渡江灑江郊， 高者掛罥長林梢， 下者飄轉沉塘坳。 南村群童欺我老無力， 忍能對面為盜賊。 公然抱茅入竹去， 唇焦口燥呼不得， 歸來倚杖自歎息。 俄頃風定雲墨色， 秋天漠漠向昏黑。 布衾多年冷似鐵， 驕兒惡臥踏裡裂。 床頭屋漏無干處， 雨腳如麻未斷絕。 自經喪亂少睡眠， 長夜沾濕何由徹！ 安得廣廈千萬間， 大庇天下寒士俱歡顏， 風雨不動安如山！ 嗚呼！何時眼前突兀見此屋， 吾廬獨破受凍死亦足！ | Bát nguyệt thu cao phong nộ hào, Quyển ngã ốc thượng tam trùng mao. Mao phi độ giang sái giang giao. Cao giả quái quyến trường lâm sao, Hạ giả phiêu chuyển trầm đường ao. Nam thôn quần đồng khi ngã lão vô lực, Nhẫn năng đối diện vi đạo tặc. Công nhiên bão mao nhập trúc khứ, Thần tiều khẩu táo hô bất đắc. Qui lai ỷ trượng tự thán tức. Nga khoảnh phong định vân mặc sắc, Thu thiên mạc mạc hướng hôn hắc. Bố khâm đa niên lãnh tự thiết. Kiều nhi ác ngọa đạp lý liệt. Sàng đầu ốc lậu vô can xứ, Vũ cước như ma vị đoạn tuyệt. Tự kinh táng loạn thiểu thụy miên, Trường dạ chiêm thấp hà do triệt. An đắc quảng hạ thiên vạn gian, Đại tí thiên hạ hàn sĩ câu hoan nhan, Phong vũ bất động an như san. Ô hô, hà thời nhãn tiền đột ngột kiến thử ốc, Ngô lư độc phá thụ đống tử diệc túc. | Tháng tám, thu cao, gió thét già, Cuộn mất ba lớp tranh nhà ta. Tranh bay sang sông rải khắp bờ, Mảnh cao treo tót ngọn rừng xa, Mảnh thấp quay lộn vào mương sa. Trẻ con thôn nam khinh ta già không sức, Nỡ nhè trước mặt xô cướp giật, Cắp tranh đi tuốt vào lũy tre Môi khô miệng cháy gào chẳng được, Quay về, chống gậy lòng ấm ức! Giây lát, gió lặng, mây tối mực, Trời thu mịt mịt đêm đen đặc. Mền vải lâu năm lạnh tựa sắt, Con nằm xấu nết đạp lót nát Đầu giường nhà dột chẳng chừa đâu Dày hạt mưa, mưa chẳng dứt. Từ trải cơn loạn ít ngủ nghê Đêm dài ướt át sao cho trót? Ước được nhà rộng muôn ngàn gian, Che khắp thiên hạ kẻ sĩ nghèo đều hân hoan, Gió mưa chẳng núng, vững vàng như thạch bàn! Than ôi! Bao giờ nhà ấy sừng sững dựng trước mắt, Riêng lều ta nát, chịu chết rét cũng được. |

## Nhận xét
“ ...Hàng trăm, nghìn năm nay, tình cảm lo nước thương dân nồng cháy và lý tưởng cao cả - yêu cầu khẩn thiết thay đổi hiện thực đen tối - của Đỗ Phủ mãi mãi kích động tâm khảm độc giả và phát huy tác dụng tích cực ”— Hoắc Tùng Lâm   